# Landsberg in Hessen

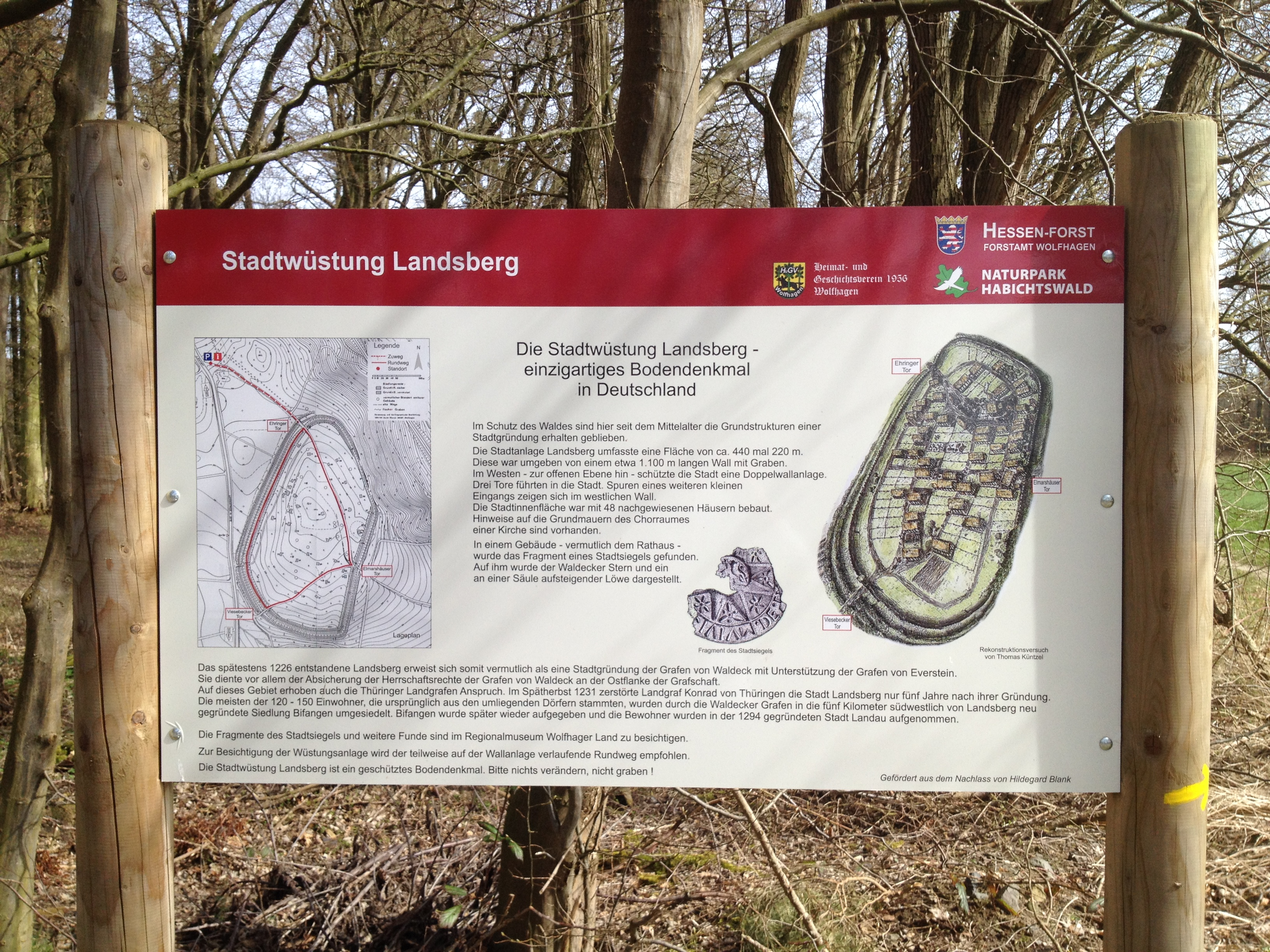
Informationstafel zur Stadtwüstung Landsberg

Landsberg (Stadtwüstung Landsberg) ist ein Siedlungsplatz aus dem 13. Jahrhundert und heute eine Wüstung nördlich der Stadt Wolfhagen im nordhessischen Landkreis Kassel.
Von der Stadtwüstung sind noch Mauerreste und der Ringwall mit Torresten zu erkennen. Die Wüstung ist frei zugänglich.

## Geographische Lage
Die Stadtwüstung Landsberg befindet sich im Naturpark Habichtswald (direkt östlich seiner Westgrenze) nicht ganz auf halber Luftlinie zwischen den Städten Wolfhagen und Volkmarsen. Sie liegt zwischen der 4,2 km südlich gelegenen Kernstadt von Wolfhagen, dem 2,1 km westsüdwestlich befindlichen Wolfhager Stadtteil Viesebeck und dem knapp 2 km nordnordwestlich gelegenen Volkmarser Stadtteil Ehringen. Gänzlich auf Wolfhager Gebiet erstreckt sie sich auf zirka 250 m bis maximal 267 m ü. NHN direkt westlich des Tals der Erpe, durch das der Abschnitt Volkmarsen–Wolfhagen der Bahnstrecke Volkmarsen–Vellmar-Obervellmar verläuft, und östlich der Landesstraße 3075, welche Wolfhagen und Ehringen miteinander verbindet.
Etwa 600 m ostnordöstlich der Stadtwüstung Landsberg, die zu Fuß von einem knapp 1,5 km südsüdöstlich von Ehringen an der L 3075 gelegenen Parkplatz zu erreichen ist, befindet sich die Burgruine Rodersen.

## Geschichte
Landsberg wurde zu Beginn des 13. Jahrhunderts von den Grafen von Waldeck gegründet und vermutlich bereits 1231 oder 1232 in den Kämpfen zwischen dem thüringischen Landgrafen Hermann II., bzw. seinem Bruder und Statthalter in Hessen Konrad von Thüringen, und dem Erzbischof Siegfried III. von Mainz zerstört. Die Bewohner siedelten zum Teil in die Kolonie Bifangen um, heute Wüstung bei Landau, wo ihnen von Graf Adolf I. von Waldeck und dem Kloster Aroldessen erhebliche Rechte eingeräumt wurden. Landsberg gelangte später, wie der meiste mainzische Besitz in Nordhessen, in den Besitz der Landgrafschaft Hessen. Funde lassen vermuten, dass die Anlage im 14. Jahrhundert noch einmal für einige Zeit Bewohner hatte.
Die Erforschung der Anlage begann, als Oberst Kellermann 1817 zunächst einen Grundriss der Befestigungswerke aufnahm. Erste oberflächliche Ausgrabungen erfolgten unter der Leitung von Archivar Landau 1835. Danach verfielen die letzten bis dahin noch sichtbaren Mauerreste. Der Wolfhager Museumsverein bekam 1964 die Genehmigung für weitere Nachforschungen und legte unter der Leitung von Gerhard Wittenberg zwischen 1954 und 1966 die Keller einiger Häuser komplett frei, wobei zahlreiche Artefakte gefunden wurden.

## Heutiger Zustand
Heute existieren noch vereinzelt freigelegte Grundmauern, Kellerreste von massiven Häusern und ein etwa ovalförmiger Ringwall von rund 180 × 380 m Durchmesser und etwa 1 km Länge mit Einschnitten ehemaliger Tore. Jenes Plateau, gelegen über dem Westufer der Erpe, welches das einstige Stadtgebiet umfasste, erstreckt sich von Norden nach Süden über etwa 400 m Länge und von Osten nach Westen über rund 200 m Breite. Die ovale Form ist knapp 8 ha groß. Die Ostseite fällt steil zur Erpe ab und besitzt einen Erdwall mit vorgelagertem Stadtgraben, dagegen befinden sich auf der Nord-, West- und Südseite ein doppelter Wall und Gräben. Entgegen den eingetieften, heute stark verschleiften Kellergruben, sind die einstigen Befestigungen gut erhalten und messen von der Grabensohle bis zur Wallkrone etwa 7 m Höhe. Die Anlage ist von Wald überwuchert.